# Musée régional de l'Alsace Bossue
Pour les articles homonymes, voir Alsace (homonymie).
Le musée ne semble plus exister
Le Musée régional de l'Alsace Bossue se situe sur la commune de Sarre-Union, dans le département du Bas-Rhin.
Il est installé dans l’ancien Collège des Jésuites (1630) et retrace la naissance de l'industrie au siècle dernier, l’industrialisation des campagnes de l'Alsace Bossue au XIXe siècle et le travail à domicile à travers la chapellerie, la corderie, les couronnes mortuaires de perles de verre.
Le musée présente également le gazogène à bois, mis au point par Georges Imbert.
La gestion des collections du musée régional d’Alsace Bossue est assurée, pour le moment, avec l'Association d'histoire et d'archéologie de Sarre-Union (AHASU) grâce à un bail emphytéotique avec la ville. Elle a assuré la gestion du musée jusqu’à sa fermeture en raison des contraintes de fonctionnement inhérentes aux locaux. 
Le "Musée régional de l'Alsace Bossue" est un des 10 musées en réseau au sein du Parc naturel régional des Vosges du Nord,.

## Pour approfondir